# Vườn quốc gia Dãy núi Bale
Vườn quốc gia Dãy núi Bale là một vườn quốc gia ở Ethiopia. Nó bao phủ khu vực có diện tích 2.150 km2 (830 dặm vuông Anh) của Dãy núi Bale và cao nguyên Sanetti của Cao nguyên Ethiopia.
Môi trường sống Afromontane của vườn quốc gia là một trong những môi trường sống có tỷ lệ động vật đặc hữu cao nhất so với các dạng môi trường sống trên cạn khác trên thế giới. Vườn quốc gia được đề cử vào danh sách di sản thế giới dự kiến từ năm 2009.

## Địa lý

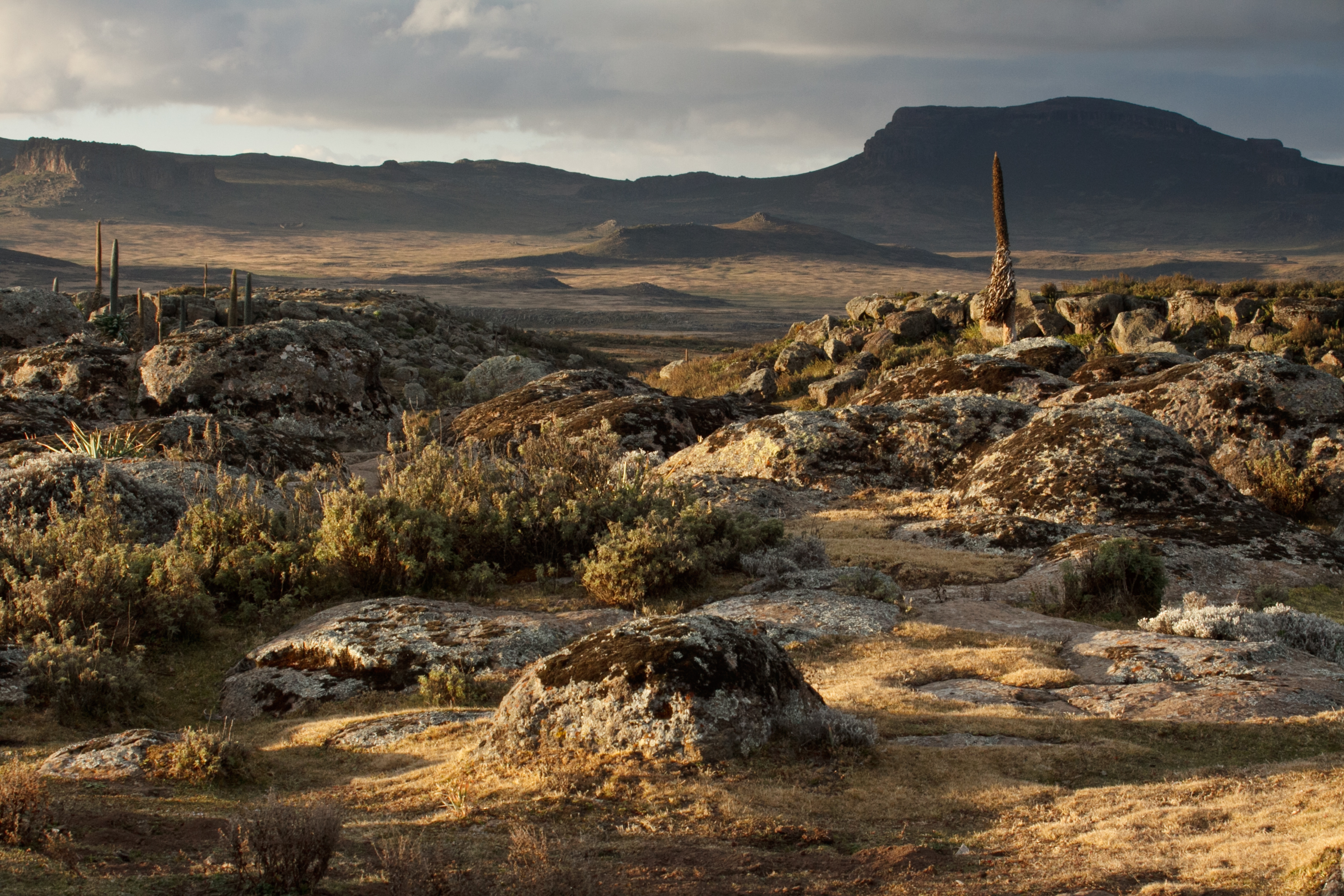
Dãy núi Bale và cảnh quan vườn quốc gia.

Vườn quốc gia nằm ở phía đông nam Ethiopia, nằm cách 400 km về phía đông nam thủ đô Addis Ababa và cách 150 km về phía đông của Shashamene trong khu vực Oromia. Ranh giới của vườn quốc gia nằm trong 5 wearda (huyện): Adaba, Dinsho, Goba, Delo-Mena-Angetu và Harena-Buluk. Khu vực nằm trong tọa độ địa lý giữa 6°29' – 7°10'Bắc và 39°28' – 39°57'Đông. Dãy núi Bale là một phần của khối núi Bale-Arsi, tạo thành phần phía tây của đông nam Cao nguyên Ethiopia.

## Thủy văn
Dãy núi Bale đóng một vai trò quan trọng trong việc kiểm soát khí hậu của khu vực khi nó hút một lượng lượng lớn bởi địa hình nơi đây, điều này có ý nghĩa rõ rết đối với chăn nuôi và sản xuất nông nghiệp. Ở các khu vực có địa hình thấp hơn có đã có lượng mưa khoảng 600 - 1.000 mm mỗi năm, trong khi ở khu vực cao lượng mưa đạt 1.000 - 1.400 mm, và hơn 12 triệu người ở Kenya, Somalia và Ethiopia phụ thuộc vào nguồn nước từ khối núi Bale.
Khu vực vườn quốc gia là nơi bắt nguồn của khoảng 40 con sông, góp phần hình thành lên các con sông lớn là Weyib, Shebelle, Welmel, Ganale Doria và Dumal. Ngoài ra, dãy núi Bale là nguồn cung cấp nước cho nhiều con suối ở vùng đất thấp, điều này có tầm quan trọng đặc biệt vì chúng là nguồn cung cấp nước quanh năm duy nhất cho người dân trong khu vực. Dân cư sinh sống ở phía nam vườn quốc gia hoàn toàn phụ thuộc vào việc quản lý tốt nguồn nước từ thượng nguồn ở trên vùng cao. Nếu dòng chảy của những con sông này bị thay đổi dưới bất kỳ hình thức nào bởi nạn phá rừng, chăn thả hoặc khai thác nguồn nước quá mức để tưới tiêu, tất cả đều đang diễn ra thì sự mất cân bằng dẫn đến cạn kiệt nguồn nước ở vùng đất thấp. Sự phân bố không đồng đều về con người và vật nuôi cũng sẽ dẫn đến sự suy thoái nhanh chóng hơn và vì vậy người dân phụ thuộc nguồn lương thực và nước từ Dãy núi Bale sẽ phải đối mặt với những nguy cơ tiềm tàng.
Hơn nữa, trên hai con sông bắt nguồn từ Bale là Wabe Shebele và Yadot, (nhánh của sông Ganale) đều có sự hiện diện của công trình thủy điện. Con đập trên sông Yadot cung cấp điện cho Delo-Mena, trong khi con đập trên sông Wabe Shebele cung cấp điện cho khu vực Bale.
Tại khu vực vườn quốc gia có rất nhiều suối nước khoáng thiên nhiên, người dân địa phương gọi là horas, chúng cung cấp nguồn khoáng chất thiết yếu cho ngành chăn nuôi. Các suối khoáng tại đây được đánh giá cao vì hàm lượng khoáng chất cao (natri, kali, magie, kẽm và canxi). Những người chăn nuôi địa phương tin rằng, để duy trì sức khỏe tốt và sản xuất lượng sữa chất lượng, vật nuôi của họ phải được uống nước từ những suối nước khoáng này. Họ sẽ lùa đàn gia súc trong hai ngày để đến suối nước khoáng. Tuy nhiên, điều này ngày càng trở thành cái cớ để người dân địa phương ra vào vườn quốc gia để tiếp cận các khu vực chăn thả tốt hơn.

## Nhiệt độ
Nhiệt độ có sự khác nhau trên khắp vườn quốc gia. Tại cao nguyên, nhiệt độ ban ngày thường vào khoảng 10 °C (50 °F) với gió mạnh. Thung lũng Gaysay nhiệt độ ban ngày trung bình là khoảng 20 °C (68 °F) và trong rừng Harenna là quanh ngưỡng 25 °C (77 °F). Tuy nhiên, thời tiết thay đổi thường xuyên và đôi khi là đột ngột. Ở độ cao trên 3.000 mét, vào ban đêm sương giá khá phổ biến. Mùa mưa tại đây kéo dài từ tháng 5 đến tháng 11.

## Sinh thái

### Môi trường sống
Vườn quốc gia được chia thành 05 môi trường sống riêng biệt: đồng cỏ phía Bắc, rừng phía Bắc, Đồng cỏ núi cao châu Phi, vùng đất hoang thạch nam và rừng Harenna. Độ cao dao động từ khoảng 3.000 mét (9.800 ft), đến đỉnh núi Tullu Demtu ở độ cao 4.377 mét (14.360 ft) so với mực nước biển. Đây chính là điểm cao thứ hai ở Ethiopia.
Vùng rừng và đồng cỏ phía bắc là sự có mặt của bách xù Châu Phi và ban St.John, những loài hoa dại và cỏ cao đến thắt lưng như thạch nam có nguồn gốc từ vùng đất hoang núi cao Ethiopia.
Vùng đồng cỏ Afromontane của Cao nguyên Sanetti là khu vực có độ cao liên tục lớn nhất trên toàn bộ lục địa Châu Phi. Những tảng đá trong khu vực phủ đầy địa y, và điểm nhấn chính là loài Lỗ bình khổng lồ đặc hữu cao đến 12 mét. Cao nguyên còn có rải rác các hồ và suối trên núi cao, cung cấp nguồn cho các loài động vật hoang dã cũng như là điểm dừng chân trên con đường trú đông của các loài chim quý hiếm và đặc hữu trong khu vực.
Rừng Harenna chiếm khoảng một nửa diện tích vườn quốc gia là khu rừng phủ đầy rêu và địa y. Nó thường xuyên bị bao phủ bởi sương mù và khó có thể tìm thấy các loài động vật hoang dã.

### Động thực vật
Các khu rừng ở Dãy núi Bale rất quan trọng khi là nguồn gen của Cà phê chè hoang dã (Coffea arabica) và các cây thuốc ở Ethiopia. Ba điểm nóng về cây thuốc đã được xác định gồm hai điểm ở khu vực thung lũng Gaysay và một ở khu vực Angesu. Hoa cái của cẩm lai Đông Phi có chứa chất điều chế huốc trị giun, được người dân địa phương sử dụng để điều trị sán dây.
Vườn quốc gia Dãy núi Bale là khu vực quan trọng đối với một số loài đặc hữu và đang bị đe dọa của Ethiopia. Nơi đây bảo tồn 26% các loài đặc hữu của Ethiopia, trong đó có quần thể chuột chũi châu Phi đầu to. Các loài động vật đáng chú ý gồm có sói Ethiopia, linh dương Nyala miền núi, chuột chũi châu Phi đầu to, linh dương bụi rậm, lnh dương hoẵng thông thường, linh dương Klipspringer, linh dương lau sậy Bohor, thỏ rừng cao nguyên Ethiopia, ửng mật, lợn lòi, linh cẩu đốm, linh miêu đồng cỏ, khỉ vervet Dãy núi Bale.
Một số loài khác trong rừng Harenna gồm sói vàng châu Phi, lợn rừng lớn, khỉ colobus đen trắng phía đông, sư tử, báo châu Phi, chó hoang châu Phi. Gần một phần ba trong số 47 loài động vật có vú sống tại vườn quốc gia là loài gặm nhấm, đặc biệt tập trung nhiều ở vùng đồng cỏ núi cao châu Phi. Chúng là con mồi chính của loài sói Ethiopia.
Dãy núi Bale là nơi sinh sống của hơn 282 loài chim, trong đó có 9 loài đặc hữu (56% số loài chim đặc hữu ở Ethiopia). Hơn nữa, vườn quốc gia có hơn 170 loài chim di trú đã được ghi nhận. Các loài đáng chú ý gồm ngỗng cánh lam, te te ngực chấm, hét cao cẳng Abyssinia, vẹt mặt vàng, vuốt dài Abyssinia, hoàng yến Abyssinia, cú Abyssinia, sẻ hoa ngực nâu vàng.